# Trachycephalus mambaiensis
Trachycephalus mambaiensis es una especie de anfibio anuro de la familia Hylidae.

## Distribución geográfica
Esta especie es endémica de Brasil. Se encuentra en los estados de Goiás y Minas Gerais.

## Etimología
El nombre de la especie está compuesto de mambai y del sufijo latino -ensis que significa "que vive, que habita", y le fue dado en referencia al lugar de su descubrimiento, el municipio de Mambaí.

## Publicación original
- Cintra, Silva, Silva, Garcia & Zaher, 2009: A new species of Trachycephalus (Amphibia, Anura, Hylidae) from the State of Goiás, Brazil. Zootaxa, n.º 1975, p. 58–68.[6]